# Ordulfo de Huesca
Ordulfo de Huesca (¿?-Huesca, 652) fue un eclesiástico hispanovisigodo que ejerció como obispo de Huesca desde alrededor del 633 hasta el 652.

## Biografía
Debido al dilatado periodo entre el supuesto final del episcopado de su último predecesor documentado, el obispo Gabino de Huesca, y su propio mandato autores como Fita y Lamberto de Zaragoza dan por sentado la existencia de otro obispo entre ambos a quien Fita se adelanta a nombrar como Rufino, quien aparece mencionado en el sínodo de Toledo del 610, donde se emitió el llamado Decreto de Gundemaro.
La primera noticia que se tiene de Ordulfo es en el IV Concilio de Toledo, donde firma como el 52.º de los 62 prelados que asistieron al mismo y siendo el penúltimo obispo en hacerlo, lo que denota su relativamente reciente presencia en el asiento episcopal oscense.
Actualmente es aceptado el hecho de que también asistió a los concilios V, VI y VII de Toledo, aunque en el VI, en la firma del acta, esta aparece como oscensit algo considerado como un erros de escritura al añadir la sílaba it en medio del gentilicio oscensis.
Ya en el VIII Concilio de Toledo el obispo oscense es su sucesor el obispo Eusebio, siendo esta su primera mención, donde firma el acta como el 51.º de los 52 obispos que asistieron al mismo, lo que confirma su muy reciente ascensión al cargo.